# RAD9A
RAD9A (англ. RAD9 checkpoint clamp component A) – білок, який кодується однойменним геном, розташованим у людей на короткому плечі 11-ї хромосоми. Довжина поліпептидного ланцюга білка становить 391 амінокислот, а молекулярна маса — 42 547.
| 10         |  | 20         |  | 30         |  | 40         |  | 50         |
| ---------- |  | ---------- |  | ---------- |  | ---------- |  | ---------- |
| MKCLVTGGNV |  | KVLGKAVHSL |  | SRIGDELYLE |  | PLEDGLSLRT |  | VNSSRSAYAC |
| FLFAPLFFQQ |  | YQAATPGQDL |  | LRCKILMKSF |  | LSVFRSLAML |  | EKTVEKCCIS |
| LNGRSSRLVV |  | QLHCKFGVRK |  | THNLSFQDCE |  | SLQAVFDPAS |  | CPHMLRAPAR |
| VLGEAVLPFS |  | PALAEVTLGI |  | GRGRRVILRS |  | YHEEEADSTA |  | KAMVTEMCLG |
| EEDFQQLQAQ |  | EGVAITFCLK |  | EFRGLLSFAE |  | SANLNLSIHF |  | DAPGRPAIFT |
| IKDSLLDGHF |  | VLATLSDTDS |  | HSQDLGSPER |  | HQPVPQLQAH |  | STPHPDDFAN |
| DDIDSYMIAM |  | ETTIGNEGSR |  | VLPSISLSPG |  | PQPPKSPGPH |  | SEEEDEAEPS |
| TVPGTPPPKK |  | FRSLFFGSIL |  | APVRSPQGPS |  | PVLAEDSEGE |  | G          |

A: Аланін

C: Цистеїн

D: Аспарагінова кислота

E: Глутамінова кислота

F: Фенілаланін

G: Гліцин

H: Гістидин

I: Ізолейцин

K: Лізин

L: Лейцин

M: Метіонін

N: Аспарагін

P: Пролін

Q: Глутамін

R: Аргінін

S: Серин

T: Треонін

V: Валін

Кодований геном білок за функціями належить до гідролаз, екзонуклеаз, нуклеаз, фосфопротеїнів. 
Задіяний у такому біологічному процесі, як пошкодження ДНК. 
Локалізований у ядрі.